# اولیانا توفیمووا
اولیانا توفیمووا (به انگلیسی: Ulyana Trofimova) ژیمناست زادهٔ ۲۸ فوریهٔ ۱۹۹۰ میلادی اهل کشور ازبکستان است.